# 차개

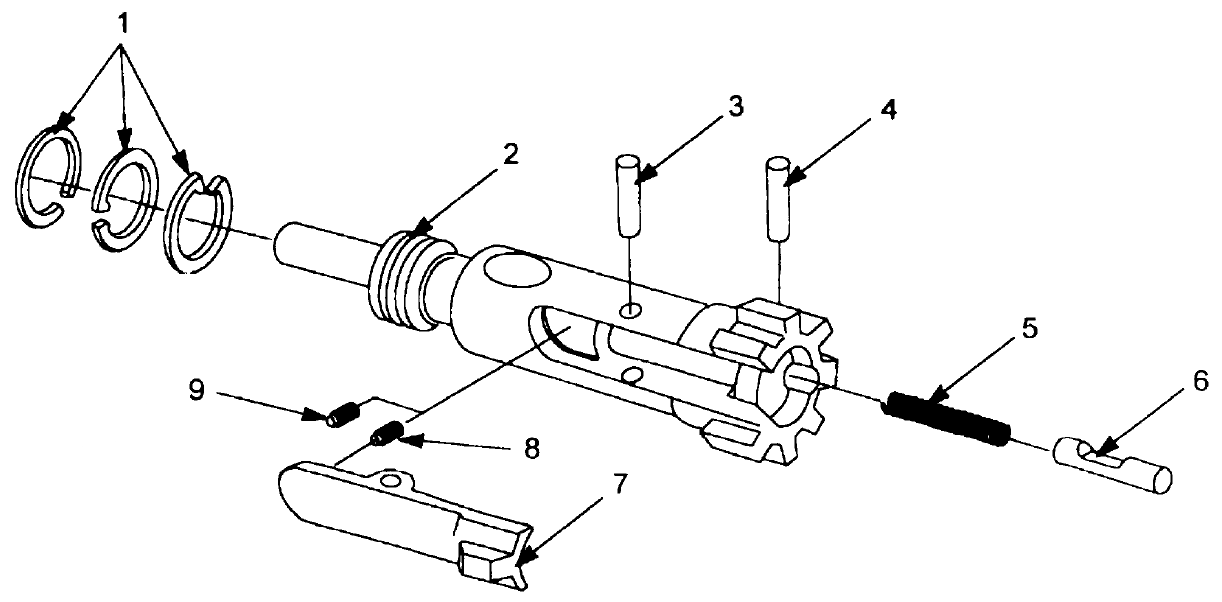
M16 소총 노리쇠 분해도. 4번이 차개 핀, 5번이 차개 용수철, 6번이 밀대형 차개, 7번은 갈퀴(extractor)이다.

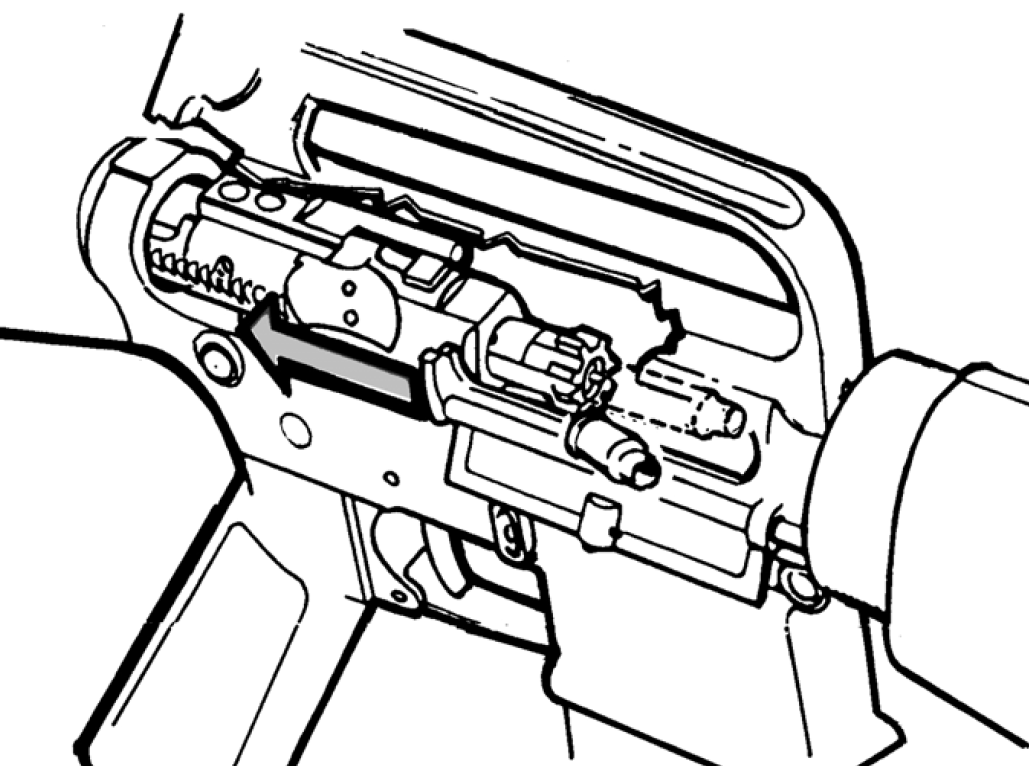
M16 소총 탄피 배출

차개(ejector)는 소총 등에서 탄피를 배출시키는 화기 부품이다.
고정형 차개(fixed ejector)는 보통 총 몸통에 고정되어 있으며, 노리쇠가 후퇴할 때 탄피의 밑바닥을 쳐서 탄피를 배출시킨다. 용수철이 필요없기 때문에 간단하고 신뢰성이 높다. AK-47, K2 소총의 경우 고정형 차개를 가지고 있다.
요동형 차개(pivoting ejector)는 회전축을 가진 지레 형태로, 노리쇠 후퇴 시 탄피의 측면을 쳐서 탄피를 배출시킨다.
밀대형 차개(spring loaded plunger type ejector)는 보통 노리쇠 내부에 내장되어 있는데, 노리쇠 후퇴 시 탄피의 밑바닥을 쳐서 탄피를 배출시킨다. 용수철 등이 필요하기 때문에 고정형 차개에 비해 신뢰성이 떨어진다. M16 소총의 경우 밀대형 차개를 가지고 있다.

## 같이 보기
- 노리쇠, 갈퀴, 탄피